# Major League Baseball 1966
La stagione 1966 della MLB si aprì con lo spostamento della franchigia dei Braves dalla città di Milwaukee nel Wisconsin a quella di Atlanta in Georgia.
L'All-Star Game si disputò il 12 luglio allo Busch Stadium di St. Louis e fu vinto dalla selezione della National League per 2 a 1.
Le World Series si disputarono tra il 5 e il 9 ottobre e furono vinte dai Baltimore Orioles, per la prima volta nella loro storia, che superarono per 4 partite a 0 i Los Angeles Dodgers.

## Regular Season

### American League
| #  | Squadra               | Vittorie | Sconfitte | Perc. | Diff. |
| -- | --------------------- | -------- | --------- | ----- | ----- |
| 1  | Baltimore Orioles     | 97       | 63        | .606  | -     |
| 2  | Minnesota Twins       | 89       | 73        | .549  | 9.0   |
| 3  | Detroit Tigers        | 88       | 74        | .543  | 10.0  |
| 4  | Chicago White Sox     | 83       | 79        | .512  | 15.0  |
| 5  | Cleveland Indians     | 81       | 81        | .500  | 17.0  |
| 6  | California Angels     | 80       | 82        | .494  | 18.0  |
| 7  | Kansas City Athletics | 74       | 86        | .463  | 23.0  |
| 8  | Washington Senators   | 71       | 88        | .447  | 25.5  |
| 9  | Boston Red Sox        | 72       | 90        | .444  | 26.0  |
| 10 | New York Yankees      | 70       | 89        | .440  | 26.5  |

### National League
| #  | Squadra               | Vittorie | Sconfitte | Perc. | Diff. |
| -- | --------------------- | -------- | --------- | ----- | ----- |
| 1  | Los Angeles Dodgers   | 95       | 67        | .586  | -     |
| 2  | San Francisco Giants  | 93       | 68        | .578  | 1.5   |
| 3  | Pittsburgh Pirates    | 92       | 70        | .568  | 3.0   |
| 4  | Philadelphia Phillies | 87       | 75        | .537  | 8.0   |
| 5  | Atlanta Braves        | 85       | 77        | .525  | 10.0  |
| 6  | St. Louis Cardinals   | 83       | 79        | .512  | 12.0  |
| 7  | Cincinnati Reds       | 76       | 84        | .475  | 18.0  |
| 8  | Houston Astros        | 72       | 90        | .444  | 23.0  |
| 9  | New York Mets         | 66       | 95        | .410  | 28.5  |
| 10 | Chicago Cubs          | 59       | 103       | .364  | 36.0  |

### Record Individuali

#### American League
| Stat. | Giocatore       | Squadra               | Totale |
| ----- | --------------- | --------------------- | ------ |
| AVG   | Frank Robinson  | Baltimore Orioles     | .316   |
| HR    | Frank Robinson  | Baltimore Orioles     | 49     |
| RBI   | Frank Robinson  | Baltimore Orioles     | 122    |
| R     | Frank Robinson  | Baltimore Orioles     | 122    |
| H     | Tony Oliva      | Minnesota Twins       | 191    |
| SB    | Bert Campaneris | Kansas City Athletics | 52     |

| Stat. | Giocatore       | Squadra               | Totale |
| ----- | --------------- | --------------------- | ------ |
| W     | Jim Kaat        | Minnesota Twins       | 25     |
| L     | Mel Stottlemyre | New York Yankees      | 20     |
| ERA   | Gary Peters     | Chicago White Sox     | 1.98   |
| K     | Sam McDowell    | Cleveland Indians     | 225    |
| IP    | Jim Kaat        | Minnesota Twins       | 304 ⅔  |
| SV    | Jack Aker       | Kansas City Athletics | 32     |

- Frank Robinson vincitore della  Tripla Corona della battuta.

#### National League
| Stat. | Giocatore   | Squadra             | Totale |
| ----- | ----------- | ------------------- | ------ |
| AVG   | Matty Alou  | Pittsburgh Pirates  | .342   |
| HR    | Hank Aaron  | Atlanta Braves      | 44     |
| RBI   | Hank Aaron  | Atlanta Braves      | 127    |
| R     | Felipe Alou | Atlanta Braves      | 122    |
| H     | Felipe Alou | Atlanta Braves      | 218    |
| SB    | Lou Brock   | St. Louis Cardinals | 74     |

| Stat. | Giocatore      | Squadra             | Totale |
| ----- | -------------- | ------------------- | ------ |
| W     | Sandy Koufax   | Los Angeles Dodgers | 27     |
| L     | Dick Ellsworth | Chicago Cubs        | 22     |
| ERA   | Sandy Koufax   | Los Angeles Dodgers | 1.73   |
| K     | Sandy Koufax   | Los Angeles Dodgers | 317    |
| IP    | Sandy Koufax   | Los Angeles Dodgers | 323    |
| SV    | Phil Regan     | Los Angeles Dodgers | 21     |

- Sandy Koufax vincitore della  Tripla Corona dei lanci.

## Post Season

### World Series
| Data                                   | Squadra di casa     | Squadra ospite      | Ris.  |
| -------------------------------------- | ------------------- | ------------------- | ----- |
| 05/10                                  | Los Angeles Dodgers | Baltimore Orioles   | 2 - 5 |
| 06/10                                  | Los Angeles Dodgers | Baltimore Orioles   | 0 - 6 |
| 08/10                                  | Baltimore Orioles   | Los Angeles Dodgers | 1 - 0 |
| 09/10                                  | Baltimore Orioles   | Los Angeles Dodgers | 1 - 0 |
| Baltimore Orioles vincono la serie 4-0 |                     |                     |       |

## Premi
- Miglior giocatore della Stagione

|    | Giocatore        | Squadra            |
| -- | ---------------- | ------------------ |
| AL | Frank Robinson   | Baltimore Orioles  |
| NL | Roberto Clemente | Pittsburgh Pirates |

- Rookie dell'anno

|    | Giocatore   | Squadra           |
| -- | ----------- | ----------------- |
| AL | Tommie Agee | Chicago White Sox |
| NL | Tommy Helms | Cincinnati Reds   |

- Miglior giocatore delle World Series

| Giocatore      | Squadra           |
| -------------- | ----------------- |
| Frank Robinson | Baltimore Orioles |